# Какаче, Либерато
Либерато Джанпаоло Какаче (англ. Liberato Gianpaolo Cacace; родился 27 сентября 2000) — новозеландский футболист, левый защитник клуба «Рексем» и национальной сборной Новой Зеландии.

## Клубная карьера
Футбольную карьеру начал в молодёжной команде новозеландского клуба «Айленд Бей Юнайтед». В 2015 году стал игроком академии клуба «Веллингтон Феникс».
2 февраля 2018 года 17-летний Какаче дебютировал в основном составе «Веллингтон Феникс», выйдя на замену в матче против «Сиднея» в А-Лиге. В мае 2018 года юноша подписал трёхлетний профессиональный контракт с клубом.
9 марта 2019 года Какаче забил свой первый гол в А-Лиге в матче против «Сентрал Кост Маринерс». В июле 2019 года он был признан лучшим молодым игроком сезона в «Веллингтон Феникс».
В сезоне 2019/20 Какаче стал одним из ключевых игроков «Веллингтон Феникс». Капитан клуба Стивен Тейлор назвал Либерато Качаче «лучшим левым защитников в лиге без тени сомнения». 8 марта 2020 года Какаче провёл 50-й матч за клуб, став самым молодым игроком в истории «Веллингтон Феникс», преодолевшим эту отметку.
В августе 2020 года перешёл в бельгийский клуб «Синт-Трёйден», подписав с командой трёхлетний контракт. Сумма трансфера составила, по некоторым данным, около 1,2 млн евро. 26 сентября 2020 года дебютировал за клуб в матче бельгийского Первого дивизиона A против «Мехелена».

## Карьера в сборной
В 2017 году в составе сборной Новой Зеландии до 17 лет выиграл чемпионат ОФК (до 17 лет), забив на турнире один гол. Новозеландцы квалифицировались на юношеский чемпионат мира, который прошёл в том же году в Индии. На нём Какаче провёл три матча группового этапа: против Турции, Парагвая и Мали.
5 июня 2018 года дебютировал в составе главной национальной сборной Новой Зеландии в матче против сборной Тайваня.

## Достижения
Новая Зеландия (до 17 лет)
- Победитель чемпионата ОФК (до 17 лет)[англ.]*: 2017

Личные достижения
- Лучший молодой игрок года в «Веллингтон Феникс»: 2018/19
- Член «команды сезона» в A-Лиге: 2019/20
- Медаль Харри Кьюэлла: 2019/20